# Sympetrum nigrescens
Sympetrum nigrescens är en trollsländeart som beskrevs av Lucas 1912. Sympetrum nigrescens ingår i släktet ängstrollsländor, och familjen segeltrollsländor. Inga underarter finns listade i Catalogue of Life.